# 外国代理人登记法
外国代理人登记法（英語：Foreign Agents Registration Act，FARA）是1938年通过的一项美国法律，要求以“政治或准政治身份”代表外国利益的代理人公布其与外国政府的关系、相关活动和资金信息。该法的目的是协助“美国政府和美国人民对相关人物的言论和活动进行评估”。美国司法部下属机构负责执行该法。2007年，美國司法部报告称，有代表100多个国家的1700个游说人员对美国国会和美国联邦政府进行活动。
1983年，中华人民共和国官方英文报纸《中国日报》在美國司法部进行了外国代理人登记。2017年，美国司法部要求今日俄罗斯和俄罗斯卫星网注册为外国代理人。2018年，美国司法部要求新华社和中国环球电视网注册为外国代理人。在印度學者艾倫·希拉瓦斯特瓦（Arun Shivrastva）等人合著的《NGO與顏色革命》（Helping or Hurting）書中，俄羅斯政治評論家德米特里·拜奇（Dmitry Babich）說，美國曾經依據FARA規定解散巴勒斯坦解放組織在美辦公室、清查支持愛爾蘭共和軍的北愛爾蘭援助委員會（Irish Northern Aid Committee；NORAID）。

## 其他已登记媒体
- “新民国际”（新民晚报），2017年
- 星島日報美國版，2021年8月23日[6][7]